# コードネーム:ホレッツ
『コードネーム:ホレッツ』（Deckname Holec）は2016年のオーストリア・チェコ合作の歴史サスペンス映画。
監督はフランツ・ノヴォトニー、出演はヨハネス・ツァイラーとクリシュトフ・ハーディック、ヴィカ・ケレケシュなど。
1968年の「プラハの春」とそれに続くソ連軍らワルシャワ条約機構軍によるチェコスロバキアへの侵攻を背景に、チェコスロバキアの秘密警察部門・内務省国民保安隊国家保安部（StB, Státní bezpečnost）のスパイとなったオーストリアのジャーナリストで後にウィーン市長を務めたヘルムート・ツィルクの実話とチェコの映画監督ヤン・ニェメツによる『The Italian Connection（原題：Italská spojka）』にもとづいている。タイトルの「ホレッツ」はツィルクのコードネームである。
日本では劇場未公開だが、2018年3月15日にWOWOWで放送された。

## ストーリー
1960年代、オーストリアのジャーナリストでテレビ司会者として人気のヘルムート・ツィルクは、チェコスロバキア内務省国民保安隊の国家保安部（StB）に目をつけられ、オーストリアの政治情勢などを伝える情報提供者（スパイ）となる。妻をウィーンに残し、プラハをいくたびも訪問する生活の中で、現地の女優エヴァを愛人にするが、その関係は長くは続かず、エヴァがツィルクを捨てる形で2人は別れる。
1968年に起きた「プラハの春」に続き、ソ連軍をはじめとするワルシャワ条約機構軍によるチェコスロバキアへの侵攻が起きると、エヴァの元恋人で反体制派の映画監督ホンザはその悲惨な状況を撮影する。当局から追われる身となったホンザはエヴァとともにフィルムをウィーンにいるツィルクに届ける。
一方、ツィルクはStBのナホディルからエヴァとの関係やスパイだったことを公にすると脅され、ワルシャワ条約機構軍による侵攻を正当化するプロパガンダ映像をテレビで流すように命令される。しかし、ツィルクがそれを拒むと、ナホディルはツィルクの妻ヘルガを人質に取り、ホンザから受け取ったフィルムを渡すように要求する。観念したツィルクはナホディルにフィルムを届ける。
ツィルクが司会を務めるテレビ番組が始まる。ナホディルの指示通りにプロパガンダ映像が流れるが、すぐに映像は止まり、そこでツィルクはこの映像が捏造されたものであることを明らかにすると、ホンザが撮影した映像を放送する。呆然とするナホディルだったが、ヘルガは既に警察により保護されており、ナホディルは捕らえられる。しかし、ツィルクの友人でもあるウィーンの警察署長フックスはナホディルをチェコスロバキア側に密かに引き渡し、これにより事態は大ごとになることなく収束する。

## キャスト
- ヘルムート・ツィルク（ドイツ語版）: ヨハネス・ツァイラー（ドイツ語版） - オーストリアのジャーナリストでテレビ司会者。
- ホンザ: クリシュトフ・ハーディック - チェコの映画監督。
- エヴァ: ヴィカ・ケレケシュ（チェコ語版） - チェコの女優でホンザの恋人。
- ナホディル: ダヴィッド・ノヴォトニー（チェコ語版） - チェコスロバキア内務省国家保安部員。
- フックス: ヘリベルト・ザッセ（ドイツ語版） - ウィーンの警察署長。ツィルクの友人。
- ヘルガ: エヴァ・シュプライツォーファー（ドイツ語版） - ツィルクの妻。